# Powiat Grodziski
Der Powiat Grodziski ist ein Powiat (Kreis) in der polnischen Woiwodschaft Masowien. Der Powiat hat eine Fläche von 366,87 km², auf der 75.576 Einwohner leben. Die Bevölkerungsdichte beträgt 206 Einwohner auf 1 km² (2004).

## Gemeinden
Der Powiat umfasst sechs Gemeinden, davon zwei Stadtgemeinden, eine Stadt- und Landgemeinde und drei Landgemeinden.

### Stadtgemeinde
- Milanówek
- Podkowa Leśna

### Stadt- und Landgemeinde
- Grodzisk Mazowiecki

### Landgemeinden
- Baranów
- Jaktorów
- Żabia Wola

## Städte
- Grodzisk Mazowiecki
- Milanówek
- Podkowa Leśna